# Łysiec (obwód iwanofrankiwski)
Łysiec (ukr. Лисець) – osiedle typu miejskiego w rejonie tyśmienickim obwodu iwanofrankiwskiego, założone w 1652 r.
W 1989 liczyło 2963 mieszkańców. W 2013 liczyło 2959 mieszkańców.

## Historia
Słownik geograficzny Królestwa Polskiego mylnie podaje, iż przybyła ze Śląska rodzina Telefusów herbu Łabędź, za opuszczone tam dobra, otrzymała od króla Polski Władysława Jagiełły dobra Łysiec w ziemi halickiej, w rzeczywistości otrzymała ona dobra na Podolu, m. in: Czelejów, Kumaszów i Łysiec.
W 1669 r. Andrzej Potocki ufundował parafię rzymskokatolicka w Łyścu. Osiedlili się tu także ormiańscy uciekinierzy z Podola, zajętego w 1672 r. przez Turcję. Ok. 1728 r. powstała parafia ormiańskokatolicka, która w 1777 r. połączyła się z parafią łacińską. Pierwszy drewniany kościół  Łyścu zniszczył pożar w 1779 r. Na jego miejscu zbudowano nowy, który w 1830 r. także spłonął. W latach 1834 ‒ 1853 wniesiono kolejny, murowany, który stał się wspólnym kościołem parafialnym dwóch obrządków katolickich – ormiańskiego i łacińskiego. Inicjatorami jego budowy był hr. Rudolf Stadion, właściciel Łyśca, oraz proboszcz Dominik Barącz. Kościół  ze względu na znajdujące się w nim cudowny Obraz Matki Bożej Łysieckiej stał się miejscem licznych pielgrzymek i uroczystości.
W II Rzeczypospolitej miejscowość była siedzibą gminy wiejskiej Łysiec w powiecie stanisławowskim województwa stanisławowskiego.
W 1921 r. miasteczko liczyło 266 budynków mieszkalnych (zagród) i 1560 mieszkańców, w tym 916 Rusinów, 359 Polaków, 275 Żydów i 10 Niemców. W 1931 r. liczba zagród wzrosła do 375, a mieszkańców do prawie 2 tys. W czasie II wojny światowej nacjonaliści ukraińscy z UPA zamordowali 23 osoby, w tym komendanta miejscowej policji ukraińskiej, który sprzyjał Polakom. 
Po wojnie Polacy i Ormianie zostali wysiedleni. Ostatni proboszcz w Łyścu, ks. Józef Magierowski, wywiózł obraz Matki Bożej Łysieckiej na do Starych Budkowic k. Opola, a duszpasterz ormiański  ks. Kazimierz Roszko umieścił go w głównym ołtarzu kościoła św. Trójcy w Gliwicach. 

## Zabytki
- obronny zamek otoczony okopami i fosą z wodą
- Kościół pw. Wniebowzięcia Najświętszej Marii Panny - murowany, otynkowany, wzniesiony w I poł. XIX w. na planie zbliżonym do krzyża łacińskiego, z prostokątną nawą trójprzęsłową, prezbiterium oraz przylegającymi do niego zakrystią i skarbcem. Poświęcony w 1854 r., konsekrowany w 1883 r. Przy kościele znajdowała się kaplica pw. św. Grzegorza Oświeciciela, ufundowaną przez Jakuba Krzysztofowicza. Po II wojnie światowej kościół przebudowano na kinoteatr, burząc kaplicę św. Grzegorza. W 1998 r. odzyskała go parafia rzymskokatolicka, odbudowując i przywracając do kultu. W 2001 r. w 100. rocznicę śmierci abp. Izaaka Isakowicza, pochodzącego z Łyśca, w kościele odbyły się tu uroczystości z udziałem Nersesa Bedrosa XIX, ormiańskokatolickiego patriarchy z Bejrutu[10][11].

## Urodzeni
W miejscowości tej urodził się Izaak Mikołaj Isakowicz - arcybiskup lwowski obrządku ormiańskiego, społecznik, filantrop, pisarz, teolog, polski patriota, oraz Samuel Cyryl Stefanowicz - arcybiskup lwowski obrządku ormiańskiego, polski społecznik, filantrop, teolog.